# Relu Fenechiu
Relu Fenechiu (n. 3 iulie 1965, Dărmănești, județul Bacău) este un politician român, fost ministru al Transporturilor. El a fost membru al Partidul Național Liberal din 1996 până în 2013, când a fost condamnat la 5 ani de închisoare.

## Educație
- Universitatea Tehnică „Gheorghe Asachi” din Iași, Facultatea de Mecanică, specializarea "Tehnologia construcției de mașini", 1990
- Colegiul Național de Apărare, București, 2006
- Universitatea Româno-Americană, Master în Marketing, 2007

## Activitate

### Activitate profesională
- Director general al grupului de firme FENE SA, 1990 - 2004

### Activitate politică în Partidul Național Liberal
- Membru al Organizației Municipale PNL Iași din 1996
- Vicepreședinte al Organizației Municipale PNL Iași, 1998 - 2000
- Vicepreședinte al Filialei Teritoriale PNL Iași, 2001 - 2004
- Membru al Delegațției Reprezentanților Naționali PNL, 2001
- Președinte al Comisiei de Politici Regionale, Amenajare a Teritoriului și Transporturi, 2002
- Vicelider al Grupului parlamentar PNL din Camera Deputaților, dec.2004 - sept.2005
- Președinte al Filialei Teritorială PNL Iași, 2004 - 2013
- Membru în Biroul Politic Central al PNL, responsabil Comisii de specialitate - 2007
- Președinte al Comisiei pentru Infrastructura și Transporturi din cadrul PNL - 2010

### Funcții în administrația publică centrală sau locală
- Consilier județean Iași, 2000 - 2004
- Deputat, 2004 - 2013
- Președinte al Comisiei pentru administrație publică, amenajare a teritoriului și echilibru ecologic în Camera Deputaților, sept.2005 - 2013

### Activitate internațională
- Participant la Reuniunea Comisiei pentru Mediu, Agricultură, Probleme Locale și Regionale a Adunării Parlamentare a Consiliului Europei, București, noiembrie 2005
- Participant la Conferința președinților Comisiilor pentru Agricultură și Mediu din parlamentele statelor membre și în curs de aderare la Uniunea Europeană - Londra, noiembrie 2005;
- Participant la Reuniunea Comisiei de Cultură, Știință și Educație a Adunării Parlamentare a Consiliului Europei, Paris, noiembrie - decembrie 2005;
- Participant la Reuniunea Comisiei pentru Probleme Economice și Dezvoltare a Adunării Parlamentare a Consiliului Europei, Londra, ianuarie 2006;
- Participant la Reuniunea Comisiei pentru Cultură, Știință , Educație a Adunării Parlamentare a Consiliului Europei Praga, martie - aprilie 2006;
- Participant la Conferința președinților Comisiilor de Mediu, Parlamentul Austriei, Viena, iunie 2006;
- Participant la Sesiunea plenară a Adunării Parlamentare a Consiliului Europei, Paris, iunie 2006,
- Participant la Sesiunea plenară a Adunării Parlamentare a Consiliului Europei, Strasbourg, iunie 2006;
- Participant la a patra Sesiune ordinară a Consiliului Europei, Strasbourg, octombrie 2006
- Participant la Reuniunea Comisiei de Cultură, Știință și Educație a Adunării Parlamentare a Consiliului Europei Paris, decembrie 2006;
- Participant la a doua Sesiune ordinară a Consiliului Europei, Strasbourg, aprilie 2007

### Alte activități
- Lector la Seminarul: "Strategii de dezbatere și susținere a inițiativelor și proiectelor legislative", organizat de PNL în parteneriat cu Fundația Friedrich Naumann (asociată Partidului Liber Democrat din Germania), București și Sighișoara, februarie, respectiv mai 2005;
- Lector la Seminarul: "Parteneriatul public - privat, instrument de lucru strategic pentru administrația publică locală", organizat de Federația Autorităților Locale din România, București, 2 noiembrie 2005;

Organizator al Seminarului "Surse de finanțare europeană", în parteneriat cu Fundația Friedrich Naumann, Iași, 25 - 26 februarie 2006

## Ministrul Transporturilor
La data de 21 decembrie 2012, Fenechiu a fost numit ministru al Transporturilor. El a demisionat din funcție la 12 iulie 2013, în urma condamnării în dosarul „Transformatorul”. În cele 7 luni de mandat, Relu Fenechiu s-a remarcat prin deblocarea fondurilor europene, întocmirea unui program pentru infrastructură, privatizarea CFR Marfă, reluarea plăților pentru Programul Operațional Sectorial Transport, în urma ridicării presuspendării de către Comisia Europeană și deblocarea și transmiterea către ANRMAP a procedurilor de achiziție a 6 contractelor de consultanță și asistență tehnică pentru proiecte feroviare, în valoare totală de 120.850.448 lei.

## Condamnările penale
Relu Fenechiu a fost acuzat de către Direcția Națională Anticorupție că a vândut în perioada 2002-2004 către Electrica Moldova transformatoare vechi în locul unora noi.
Trei societăți, unde Fenechiu apare ca acționar semnificativ, au vândut transformatoare vechi la Electrica Moldova contra unor sume ce totalizează 2,8 milioane de euro.
Pe 12 iulie 2013, a fost condamnat de instanța supremă la cinci ani de închisoare cu executare pentru fapte de corupție. În urma deciziei de condamnare, Relu Fenechiu a demisionat din funcția de ministru al transporturilor.
În 30 ianuarie 2014, Înalta Curte de Casație și Justiție a menținut pedeapsa dispusă în 12 iulie 2013, condamnându-l definitiv la 5 ani cu executare pentru complicitate la abuz în serviciu în formă calificată.
Relu Fenechiu a fost condamnat la 3 ani și 10 luni închisoare cu executare, după ce și-a recunoscut vinovăția într-un nou dosar în care este acuzat de trafic de influență în formă continuată și spălare de bani. 
Relu Fenechiu a fost încarcerat în ianuarie 2014 în Penitenciarul din Vaslui, fiind eliberat condiționat pe data de 7 august 2017. 

## Critici
În calitate de membru titular al Adunării Parlamentare al Consiliului Europei din partea delegației României, Relu Fenechiu s-a remarcat printr-o lipsă de preocupare și neglijență pentru soarta românilor din afara granițelor.
În legislatura 2008 - 2012, Relu Fenechiu și-a angajat pe fratele său în funcția de consilier al propriului birou parlamentar cu venituri totale de 4051 lei, încălcând astfel articolul 70 din Legea 161/2003 privind conflictul de interese administrativ.